# 南巴西爾登和東瑟羅克 (英國國會選區)
南巴西爾登和東瑟羅克（英語：South Basildon and East Thurrock），英國國會一自治市選區，包括英格蘭東部埃塞克斯郡巴西爾登和瑟羅克一部。始設於2010年。
2010年大選中保守黨的斯蒂芬·麥特考菲以43.9%選票擊敗尋求連任的、工黨的安琪拉·埃文斯·史密斯當選。